# Szívet szívért (film, 1999)
A Szívet szívért  (angolul: Heart) 1997-ben forgatott, 1999-ben bemutatott angol filmdráma, pszichothriller, amely egy szívátültetés tragikus előzményeiről és még tragikusabb következményeiről szól, bőségesen adagolva a naturalisztikus és horror-elemeket. Rendezője Charles McDougall, a Hillsborough-tragédiáról szóló, 1996-os Pokoli stadion c. filmdráma, valamint a Szex és New York sorozat több epizódjának készítője.
DVD-forgalmazója a Jupiter Film Kft.

## Forgatás
A filmet 1997-ben forgatták, de Európában csak 1999-ben bocsátották forgalmazásra, bár a bemutatást megelőző évben több filmfesztiválon is bemutatták.
A film jeleneteit a nyugat-angliai Liverpoolban, Manchester agglomerációjában (Greater Manchester)-ben és a Merseyside vidékén forgatták.

## Szereplők
| Szerep                                | Színész               | Magyar hangja      |
| ------------------------------------- | --------------------- | ------------------ |
| Maria Ann McCardle                    | Saskia Reeves         | N/A                |
| Gary Ellis, az újszíves               | Christopher Eccleston | N/A                |
| Tess Ellis, Gary felesége             | Kate Hardie           | Kisfalvi Krisztina |
| Alex Madden, Tess szeretője           | Rhys Ifans            | N/A                |
| Nicola Farmer, a gázoló               | Anna Chancellor       | N/A                |
| Sean McCardle, Maria fia, a donor     | Matthew Rhys          | N/A                |
| Dr. Kreitman, transzplantációs sebész | Bill Paterson         | N/A                |

## Cselekmény
A Cheshire felé száguldó Intercity vonaton Maria (Saskia Reeves) utazik hazafelé. Kezén, arcán vérnyomok, a táskájából vér csöpög. A hidegvérű brit kalauz rezzenéstelen arccal elkéri és kezeli a jegyét. Maria a vonatról kompra száll, a temetőbe siet. Fiának, Sean-nak sírjánál gödröt kapar a földbe. A kiérkező rendőrök elfogják, és heves tiltakozása ellenére őrizetbe veszik. Vallomásából kibontakozik a történet:
A fékezhetetlen Gary Ellis (Christopher Eccleston) üzletember, pilóta. Felesége, Tess (Kate Hardie) Londonban, a tévénél dolgozik. Házasságuk mindennapos veszekedések sorozata. Tess megcsalja férjét, Gary gyanakszik, és kémkedik felesége után, bizonyítékot keresve annak hűtlenségére. Egy napon Tess bejelenti Garynek: elhagyja. A dühöngő Gary súlyos szívrohamot kap, kórházba szállítják. Tess úgy dönt, mellette marad. Gary szíve súlyosan károsodott, tolószékbe kényszerül, oxigénpalackra szorul. Csak szívátültetés segíthet rajta. A tehetetlen Gary szeme előtt Tess intenzív viszonyba keveredik Alex-szel, a mondén és arrogáns forgatókönyvíróval (Rhys Ifans).
Egy hétfői napon minden szereplő élete egycsapásra megváltozik. A két különböző helyszínen (Maria és Gary lakóhelyén) párhuzamosan zajlanak a történések. Cheshire-ben Maria fia, Sean (Matthew Rhys) motorozni indul. Egy fiatal nő, Nicola Farmer (Anna Chancellor) kábítószeres mámorban autóba ül, és frontálisan karambolozik a motorossal. Sean halálosan megsérül. A vétkes Nicolát letartóztatják. Maria iskolai munkahelyéről rohan a kórházba, de Sean már az agyhalál állapotában van, menthetetlen. Az orvos kéri a sokkos állapotba jutott anyát, engedélyezze fia szívének átültetését, egy szívbeteg életének megmentésére. Maria végül beleegyezik, csak azt kéri, olyan kapja, akinek gyermekei vannak. Beindul a transzplantációs gépezet. Sean szívét kiemelik. Maria elbúcsúzik halott fiától, akinek szíve helyét csak a varrat mutatja.
Manchesterben Gary felesége, Tess, új szeretőjével, Alex-szel randevúzik. Otthon Gary telefont kap, azonnal induljon a kórházba, van számára új szív. Tess a szeretője ágyából siet a manchesteri kórházba. A donorból kivett szív helikopterrel érkezik, dr Kreitman (Bill Paterson) elvégzi a műtétet. Cheshire-ben Maria eltemeti Sean-t.
Az átültetés sikeres, Gary magához tér, és keményen hajtja a rehabilitációt. Mihamarabb folytatni akarja aktív életét. Otthon Tess vízbe fojtja Gary kedvenc macskáját. Gary felépül, új életre kel, teljesen felajzott hangulatában ér haza és nyomban magáévé teszi feleségét. Boldog kapcsolatuk helyreáll, Tess kiadja Alex útját. A féltékeny Gary felkeresi Alexet, de az puskát fog rá és elkergeti.
Gary úgy hiszi, személyisége olyanná alakul, amilyen a donoré volt. Folyamatosan hajt, edz, Tess ismét beleszeret. Garyt nem hagyja nyugodni, kinek a szívét kaphatta. Nyomozni kezd, a sajtójelentések között rátalál Maria McCradle-ra, Manchester közelében, Runcorn kisvárosban. Gary elmegy Nicola Farmer bírósági tárgyalására is, tanúja lesz Maria megdöbbenésének, amikor a fia haláláért felelős lányt csak tíz hónapos börtönbüntetésre ítélik. Gary felkeresi Mariát otthon, elmondja, a fiú szíve az ő mellkasában dobog. Gary meg akarja ismerni Sean személyiségét, Maria elmeséli fia életét, gyermekkorát, elszántságát, ökölvívói sikereit, beavatja családi életük legintimebb részleteibe is.
Maria azonban rögeszméssé válik. Garyn keresztül akar kapcsolatot teremteni halott fiával, akinek utolsó élő testrésze Garyben van. Éjszakai telefonhívásokkal kezdi zaklatni, majd személyesen is megjelenik Gary és Tess otthonában, egyre erőszakosabban behatolva a házaspár életébe. Kutat a lakásukban, Tess-től számon kéri, miért szed fogamzásgátlót, miért nem akarnak gyermeket. Gátlástalan tolakodása elviselhetetlen Tess számára, ez kikezdi a házaspár kapcsolatát is. Az arrogáns Alex, aki sosem tett le szándékáról, egy parkolóban ismét elcsábítja Tess-t, az aktust felveszik a biztonsági kamerák is. Családi otthonukban Tess-t Maria várja, aki felelősségre vonja hűtlenségéért. Tess a műtétet végző Dr. Kreitman-tól kér segítséget, de Mariát az orvos sem tudja lebeszélni Garyék további zaklatásáról.
Maria elméje elborul. Fia szívének dobogását a magáéval együtt akarja hallgatni. Egymásnak ugrasztja a házaspárt. Megpróbálja meggyilkolni Tesst, akit hűtlensége miatt méltatlannak ítél, hogy „bitorolja” a férfit, akiben az ő fiának szíve dobog. Követi Garyt mindenhová, az újszívesek kórházi ünnepségére is. Itt Dr. Kreitman elmondja neki, hogy Gary nem is Sean szívét kapta. Az eszelős Maria hazugnak nevezi, szikével támad rá, súlyosan megsebesíti. Gary, aki továbbra is úgy tudja, Sean szívével él, elveszi tőle a véres szikét, és kiszökteti a kórházból. A parkoló kijáratánál meglátja a kukkoló parkolóőrök által ott felejtett videófelvételt Alexről és Tessről. Gary bekattan, azonnal Alexhez rohan, rátöri az ajtót, ott találja Tesst. Dührohamában mindkettőjükkel végez, majd Maria szeme előtt a saját torkát is átvágja a Mariától átvett kórházi szikével.
Visszatér a kezdő képsor: a kövült tekintetű Maria, vérfoltos arccal, kézzel az Intercity vonaton utazik, táskájában Sean „visszaszerzett” szívével, amit Garyből vágott ki, és amit Sean sírjába akar eltemetni. Elfogják, kihallgatják. Vallomását azzal zárja, hogy ő maga ölte meg Tesst, Alexet és Garyt is. Ugyanabba a börtönbe kerül, ahol Sean haláláért felelős Nicola is büntetését tölti. A záró jelenetben Maria egy ellopott szabóollóval megöli őt is.

## Televíziós megjelenések
HBO, RTL Klub, Film+